# Godziny strachu: Nie myśl o tym
Godziny strachu: Nie myśl o tym/Księga strachu (ang. R.L. Stine’s Haunting Hour: Don’t Think About It, 2007) – amerykański film telewizyjny w reżyserii Aleksa Zamma, ekranizacja jednej z książek dla młodzieży R.L. Stine’a. Film ukazał się również na DVD.

## Fabuła
Cassie ma 13 lat. Gdy przeprowadza się do innego miasta, nie potrafi się odnaleźć w nowej szkole. Najpopularniejsza dziewczyna, Priscilla, wyśmiewa się z powodu dziwnego i mrocznego ubioru Cassie. Gdy zbliża się bal halloweenowy, Cassie szuka sposobu aby się odegrać. Cassie uwielbia czytać mroczne i straszne książki. Pewnego dnia idąc do biblioteki trafia na dziwny sklep. Tajemniczy sprzedawca, sprzedaje jej za 5 dolarów, książkę zatytułowaną „The Evil Thing” (pol. „Zło”). W Halloween jej młodszy i strachliwy brat Max, prosi ją, aby mu poczytała tę książkę. Początkowo dziewczyna jest przeciwna, lecz gdy brat bardzo ją zdenerwuje zgadza się. Ignoruje napis na pierwszej stronie „NIE CZYTAĆ NA GŁOS”. Gdy dochodzi do ostatniej strony znajduje kolejne ostrzeżenie „NAWET O NIM NIE MYŚL”. Niestety, mały braciszek ze strachu, nie może przestać myśleć o tym, że zło ożyje, zabierze go, i da na obiad swoim dzieciom. Jego obawy okazują się słuszne. Zło ożywa, porywa Maxa, Priscillę i dostawcę pizzy. Teraz tylko Cassie i szkolny przystojniak Sean (pol. Szon) mogą ich uratować.

## Obsada
- Emily Osment jako Cassie Keller
- Alex Winzenread jako Max Keller
- Cody Linley jako Sean Redford
- Brittany Curran jako Priscilla Wright
- Michelle Duffy jako Eileen Keller
- John Hawkinson jako Jack Keller
- Tobin Bell jako Dziwak
- Michael Dickson II jako roznosiciel pizzy
- Nigel Ash jako Ralph, najlepszy przyjaciel Seana

## Produkcja
Film wyprodukowany został w Cranberry Township, Butler County, Pennsylvania, filmowany był w październiku i listopadzie 2006 roku.

## Muzyka
- „I Don’t Think About It” – Emily Osment
- „Still Alright" – Adam Merrin
- „Tell Me” – Failed Flight
- „Evil Santa” – Chromosome Tea
- „Don't Take It” – Mark McGeary
- „October 31st” – Mark Olson